# قريوث
31°20′42″N 35°07′28″E / 31.3449522°N 35.1243756°E
قريوث أو قريوت هو اسم مدينتين مذكورتين في الكتاب المقدس العبري. يظهر تهجئة Kirioth في نسخة الملك جيمس من عاموس 2: 2. الاسم يعني "مدن"، وهو جمع الكلمة العبرية التوراتية קריה.
1. مدينة في جنوب اليهودية (Joshua 15:25). ربما كان يهوذا الإسخريوطي من السكان الأصليين، ومن هنا جاء اسمه "الإسخريوطي".
2. مدينة موآب (Jeremiah 48:24 ،48:41) وتسمى قريوت (Amos 2:2).